# کوین دیاز (بازیکن فوتبال، زاده ۱۹۸۳)
کوین دیاز (انگلیسی: Kévin Diaz؛ زادهٔ ۱۱ آوریل ۱۹۸۳) بازیکن فوتبال اهل فرانسه است.
از باشگاه‌هایی که در آن بازی کرده‌است می‌توان به باشگاه فوتبال کامبور و باشگاه فوتبال فورتونا سیتارد اشاره کرد.